# Trolox
El Trolox (àcid 6-hidroxi-2,5,7,8-tetrametilcroman-2-carboxílic) és un anàleg soluble en aigua de la vitamina E venut per Hoffman-LaRoche. És un antioxidant com la vitamina E i s'utilitza en aplicacions biològiques o bioquímiques per reduir l'estrès oxidatiu o els danys.
La capacitat antioxidant equivalent de Trolox (TEAC) és una mesura de la força antioxidant que es basa en el Trolox, mesurada en unitats anomenades Equivalents de Trolox (TE), per exemple, micromolTE/100 g. A causa de les dificultats per mesurar components antioxidants individuals d'una barreja complexa (com ara nabius o tomàquets), l'equivalència Trolox s'utilitza com a referència per a la capacitat antioxidant d'aquesta barreja. L'equivalència de Trolox es mesura habitualment mitjançant l'assaig de decoloració ABTS. El test TEAC s'utilitza per mesurar la capacitat antioxidant d'aliments, begudes i suplements. La capacitat reductora de fèrric del plasma (FRAP) és un assaig de capacitat antioxidant que utilitza Trolox com a estàndard.
La capacitat d'absorció de radicals d'oxigen (ORAC) solia ser una mesura alternativa, però el Departament d'Agricultura dels Estats Units (USDA) va retirar aquestes qualificacions l'any 2012 com a no vàlides biològicament, afirmant que "Les dades de la capacitat antioxidant dels aliments generats per in vitro (test- Els mètodes de tub) no es poden extrapolar als efectes in vivo (humans) i els assaigs clínics per provar els beneficis dels antioxidants dietètics han produït resultats contradictoris. Ara sabem que les molècules antioxidants dels aliments tenen una àmplia gamma de funcions, moltes de les quals no estan relacionades amb el capacitat d'absorbir radicals lliures".